# Elías Pérez Borjas
Elías Pérez Borjas  (Caracas, 1932-6 de enero de 1993) fue un gerente y promotor cultural, teórico de la danza, escritor, productor cinematográfico y de teatro venezolano.

## Biografía
Fue el gerente general del "Ballet Nacional de Venezuela" entre 1954 y 1967, impulsando dentro de la compañía la ejecución de obras de danza contemporánea.
En 1967, junto a Isaac Chocrón, Román Chalbaud y José Ignacio Cabrujas, creó la compañía de teatro "El Nuevo Grupo". Con esta compañía participó en el Festival de Teatro de Nueva York con una producción de la coreógrafa norteamericana Anna Sokolow y del propio Pérez Borjas.
En 1968 se convierte en el director fundador de la Escuela Nacional de Danza del Instituto Nacional de Cultura y Bellas Artes (INCIBA), cargo que desempeñó hasta 1971.
En 1973 María Cristina Anzola, benefactora venezolana de las artes, le propone a Pérez Borjas la creación en Venezuela de una compañía de ballet. Elías contacta al coreógrafo venezolano Vicente Nebrada, que por la fecha estaba trabajando en el Harkness Ballet de Nueva York, para entusiasmarlo con la idea y proponerle la dirección artística de la nueva compañía. También le plantean la idea a Zhandra Rodríguez, por ese entonces primera bailarina del American Ballet Theatre y bailarina invitada del Ballet de Hamburgo, para que se una al proyecto. En 1974 se funda el Ballet Internacional de Caracas, con Vicente Nebrada como director artístico, Zhandra Rodríguez como primera bailarina, Elías Pérez Borjas como director general, numerosos bailarines del Harkness Ballet, que se había disuelto recientemente, y bailarines venezolanos. En 1980 la compañía se disuelve.
En junio de 1984 asume la gerencia general del Teatro Teresa Carreño. Durante su gestión el Teatro Teresa Carreño se convirtió en una referencia para Latinoamérica por sus producciones tanto de ópera como de ballet, así como por las producciones privadas que se realizaban en el Teatro. Pérez Borjas logró que tanto la empresa pública como la privada se interesaran en contribuir con las producciones propias del Teatro. En 1988, gracias a su gestión y a la Fundación Newmann, se inauguró una sala de exposiciones, que cuenta con dos modestas muestras de las pertenencias de dos insignes músicos venezolanos: una dedicada a la pianista Teresa Carreño y otra al compositor Reynaldo Hahn.
En 1991 asumió la Dirección General de la "Compañía Nacional de Teatro".
Falleció a consecuencia de un infarto al miocardio, en enero de 1993, mientras dirigía un ensayo de la Compañía Nacional de Teatro en una de las salas del Teatro Teresa Carreño.
Realizó numerosos trabajos como productor, director de escena, iluminador, asistente de dirección de teatro y colaboró en la dirección escénica de producciones de ópera y de cine.

## Promotor cultural
Elías Pérez Borjas fue un gran impulsor de las artes. Su trabajo como promotor cultural aportó a Venezuela numerosas oportunidades para los artistas. Algunos de sus trabajos como promotor fueron:
- Primer Congreso Latinoamericano de Danza, el cual buscaba, según el propio Pérez Borjas, una “redefinición de la danza del continente”
- Primer Seminario Nacional de Directores de Cultura
- Primer Encuentro Latinoamericano y del Caribe de Administradores de Cultura de los Servicios Culturales y Animadores Socio-culturales
- Tercer Conferencia Interamericana de Especialistas de Ballet
- 1987: Tercer Concurso Internacional de Canto Luciano Pavarotti.
- Primer Encuentro de Amigos de la Cultura
- 1992: Primer Congreso Latinoamericano de Medicina del Arte.
- Octavo Concurso Latinoamericano de Piano Teresa Carreño organizado por la Fundación Carlos y Alegría Beracasa.

## Libros
- La Danza en Venezuela. Oficina Central de Información. Caracas, Venezuela, 1966.[6]
- Dime cómo vives. Ediciones Fundación Newmann. Caracas, Venezuela, 1991. ISBN 9789800706862[7]